# Mariã (sura)
Mariã (em árabe: سورة مريم) é a décima nona sura do Alcorão, formada por 98 ayats. Mariã é a tradução semita do nome de Maria, a mãe de Jesus (Issa).